# Comuna Tertîșnîkî, Nosivka
Tertîșnîkî (în ucraineană Тертишники) este o comună în raionul Nosivka, regiunea Cernihiv, Ucraina, formată din satele Iasna Zirka, Șleah Illicea și Tertîșnîkî (reședința).

## Demografie
Componența lingvistică a comunei Tertîșnîkî
     Ucraineană (98,4%)
     Rusă (1,37%)
     Alte limbi (0,23%)
Conform recensământului din 2001, majoritatea populației comunei Tertîșnîkî era vorbitoare de ucraineană (98,4%), existând în minoritate și vorbitori de rusă (1,37%).